# Ochrona osób
Ochrona osób – działania mające na celu zapewnienie bezpieczeństwa życia, zdrowia i nietykalności osobistej.